# Kettingwier
Kettingwier (Fries: Keatlingwier) is een buurtschap  in de gemeente Noardeast-Fryslân, in de Nederlandse provincie Friesland die ligt in het westen van Driesum en ten noordwesten van Westergeest. De bebouwing van de buurtschap ligt aan de Keatlingwier. Langs de oostkant stroomt de Oude Zwemmer. Ten westen ligt de buurtschap Oostwoud. 

## Geschiedenis
In 1503 werd de plaats vermeld als Katnye Wierd. In 1528 werd ze vermeld als Kattingewier, in 1581 als Kettingaweer en vanaf 18e eeuw als Kettingwier. De plaatsnaam verwijst niet naar een kettinghuis, maar naar de familie Kattinga, als in lieden van Kat. Deze familie woonde bij een wier, een soort terp.
Steden, dorpen en gehuchten: Aalsum · Anjum · Augsbuurt · Birdaard · Blija · Bornwird · Brantgum · Burum · Dokkum · Ee · Engwierum · Ferwerd · Foudgum · Genum · Hallum · Hantum · Hantumeruitburen · Hantumhuizen · Hiaure · Hogebeintum · Holwerd · Janum · Jislum · Jouswier · Kollum · Kollumerpomp · Kollumerzwaag · Lichtaard · Lioessens · Marrum · Metslawier · Munnekezijl · Moddergat · Morra · Nes · Niawier · Oosternijkerk · Oostmahorn · Oostrum · Oudwoude · Paesens · Raard · Reitsum · Ternaard · Triemen · Veenklooster · Waaxens · Wanswerd · Warfstermolen · Westergeest · Wetsens · Wierum · Zwagerbosch

Buurtschappen: Abbewier · Bartlehiem (deels) · Beintemahuis · Betterwird · Bollingawier · Bonte Hond · Bornwirdhuizen · Boteburen · Brandeburen · De Dellen · De Keegen · De Kolk · De Leegte · De Rijp · De Wirden · De Schans · Dijkshorne · Dokkumer Nieuwe Zijlen · Drieboerehuizen · Ezumazijl · Groot Medhuizen · Halfweg · Hallumerhoek · Hanenburg · Hantumerhoek · Huis ter Noord · Kettingwier · Klein Medhuizen · Kletterbuurt · Kollumeroudzijl · Krabburen · Laagland · Lutkewier · Molenbuurt · Nieuwland · Oudeterp · Oudwouderzijlen · Reidswal · Scharnehuizen · Stiem · Teerd · Teijeburen · Tergracht (deels) · Ter Lune · Tibma · Tilburen · Tiltjeburen · Vaardeburen · Veldburen · Vijfhuizen (Hallum) · Vijfhuizen (Ternaard) · Visbuurt · Weerdeburen · Westerburen · Westernijkerk · Wie · Wijgeest · Zevenhuizen

Streken: 't Schoor · Galilea · It Paradyske · Lutkelaard · Sibrandahuis · Steenharst · Steenvak · Wildpad (deels) · Zandbulten · Zwagerveen

Friesland: Steden en dorpen      Nederland: Provincies · Gemeenten
1. ↑  Berkel, G. van, Kees Samplonius (2018). Nederlandse plaatsnamen verklaard, [Rotterdam]. ISBN 978-94-6367-917-6.